# Amphisbaena vermicularis
Amphisbaena vermicularis este o specie de reptile din genul Amphisbaena, familia Amphisbaenidae, ordinul Squamata, descrisă de Johann Georg Wagler în anul 1824. Conform Catalogue of Life specia Amphisbaena vermicularis nu are subspecii cunoscute.